# Billy Murray (cantante)
William Thomas Murray, detto Billy (Filadelfia, 25 maggio 1877 – Jones Beach, 17 agosto 1954), è stato un cantante statunitense, attivo soprattutto nei primi decenni del XX secolo.
La sua caratteristica consisteva in una voce nasale, quasi infantile, ma dotata di una dizione e di un'intonazione impeccabile che lo resero uno degli incisori più prolifici nei primi anni del Novecento. Era soprannominato "L'usignolo di Denver".

## Discografia parziale
Tra le sue canzoni ci sono:
- Ain't It Funny What a Difference Just a Few Hours Make
- Alexander's Ragtime Band
- Always Leave Them Laughing When You Say Goodbye
- Any Little Girl, That's a Nice Little Girl, is the Right Little Girl For Me
- At the Moving Picture Ball
- Be My Little Baby Bumble Bee (con Ada Jones)
- Because I'm Married Now
- Blue Feather (con Ada Jones)
- Bon Bon Buddy
- Charley, My Boy
- Cheyenne
- Clap Hands! Here Comes Charley!
- College Life
- Come Josephine in My Flying Machine (con Ada Jones)
- Cordelia Malone
- Cuddle up a Little Closer, Lovey Mine (insieme ad Ada Jones)
- Daddy, Come Home
- Dear Sing Sing
- Dixie (con Frank Stanley e Ada Jones)
- Don't Bring Lulu
- K-K-K-Katy
- Stumbling
- Tessie